# جبل التحكيم
جبل التحكيم أو جبل الأشعري، هو الجبل الذي جرى عليه التحكيم بين الصحابيين علي بن أبي طالب ومعاوية بن أبي سفيان، وذلك بعد معركة صفين عام 37 هـ، ويقع هذا الجبل في أذرح على بعد 22 كم شمال مدينة معان في الأردن.

## الموقع الجغرافي
يقع جبل التحكيم في منطقة أذرح والتي تتبع لمحافظة معان في الأردن، ويقع هذا الجبل على قمة عالية، وهو موقع محصّن من جميع الجهات وكاشف للمنطقة التي حوله، ومن هذا الجبل يُشاهَد المناطق المحيطة به كالجرباء والمنشية ومعان ووادي موسى والشوبك، وتحيط به عيون الماء كعين الطميعة (وهي قرية صغيرة تقع على مقربة من هذا الجبل) وعين أذرح وعين الجرباء والمنشية، كما يوجد حصن قديم مبني على قمة هذا الجبل.

## نبذة تاريخية
ترجع أهميّة «أذرح» إلى التحصينات التي أضافها الجيش الروماني عند دخوله الأردن عام 106، والتي أصبحت فيما بعد من المواقع الحصينة التي اشتُهرت في تاريخ المعارك التي دارت رحاها على أرض الأردن في الأزمنة القديمة. وفي عهد الغساسنة شيّد الحارث بن جبلة المعروف بالحارث الأعرج سنة 529، كثيرًا من المباني الكبيرة والعمارات ووسع البلدة مستغلا جمالها وغزارة مياهها وخصوبة تربتها. وقد فُتحت «أذرح» في حياة النبي محمد سنة 9 هـ. وفي صدر الفتوحات الإسلامية دخلت جيوش المسلمين «أذرح» في عهد الخليفة عمر بن الخطاب واتخذها معسكرًا لجنده ومحطّة لطريق القوافل ونقل الحجاج إلى الديار المقدسة.
بعد معركة صفين بين جيوش علي بن أبي طالب وبين جيوش معاوية بن أبي سفيان بسبب مقتل عثمان بن عفان والمطالبة بدمه واتخاذ قرار التحيكم بين الجانبين، اجتمع الجانبان في يوم التحكيم على تلّ عال في أذرح منحدر الجوانب سُمي بـ «جبل الأشعري» نسبة إلى مُمَثّل علي بن أبي طالب الصحابي أبو موسى الأشعري ويُعرف اليوم بهذا الاسم.